# 2000年シドニーオリンピックの韓国選手団
2000年シドニーオリンピックの韓国選手団（2000ねんシドニーオリンピックのかんこくせんしゅだん）は、2000年9月15日から10月1日にかけてオーストラリアのニューサウスウェールズ州シドニーで開催された2000年シドニーオリンピックの韓国選手団、およびその競技結果。

## 概要
今大会は金メダル8個、銀メダル10個、銅メダル10個の合計28個のメダルを獲得した。

## メダル
| メダル | 選手名 | 競技       | 種目                     |
| ------ | ------ | ---------- | ------------------------ |
| 金     | 沈権虎 | レスリング | 男子グレコローマン54kg級 |
| 銀     | 文義済 | レスリング | 男子フリースタイル76kg級 |
| 銀     | 金仁燮 | レスリング | 男子グレコローマン58kg級 |
| 銀     | 鄭富競 | 柔道       | 男子60kg以下級           |
| 銀     | 趙麟徹 | 柔道       | 男子81kg以下級           |
| 銀     | 李周炯 | 体操       | 男子平行棒               |
| 銅     | 張在成 | レスリング | 男子フリースタイル63kg級 |
| 銅     | 鄭成淑 | 柔道       | 女子63kg以下級           |
| 銅     | 曺敏仙 | 柔道       | 女子70kg以下級           |
| 銅     | 金善永 | 柔道       | 女子78kg超級             |
| 銅     | 李周炯 | 体操       | 男子鉄棒                 |